# Алмалык (Кыргызстан)
Алмалык (кирг. Алмалык) — село в Кыргызстане, административно подчинённое администрации города республиканского значения Ош.

## География
Село расположено в юго-западной части республики, на расстоянии приблизительно 11 километров (по прямой) к юго-западу от города Ош. Абсолютная высота — 1304 метра над уровнем моря.

## Население
Согласно оценочным данным Национального статистического комитета Кыргызской Республики, численность населения села на начало 2023 года составляла 824 человека.
| год     | 2014 | 2015 | 2020 | 2021 | 2023 |
| ------- | ---- | ---- | ---- | ---- | ---- |
| человек | 866  | 896  | 996  | 908  | 824  |